# Saint-Georges-des-Coteaux
Saint-Georges-des-Coteaux ist eine westfranzösische Gemeinde mit 2.840 Einwohnern (Stand: 1. Januar 2022) im Département Charente-Maritime in der Region Nouvelle-Aquitaine. Sie gehört zum Arrondissement Saintes und ist Mitglied im Gemeindeverband Saintes - Grandes Rives - L’Agglo. Die Einwohner werden Saint-Georgais und Saint-Georgeaises genannt.

## Geografie

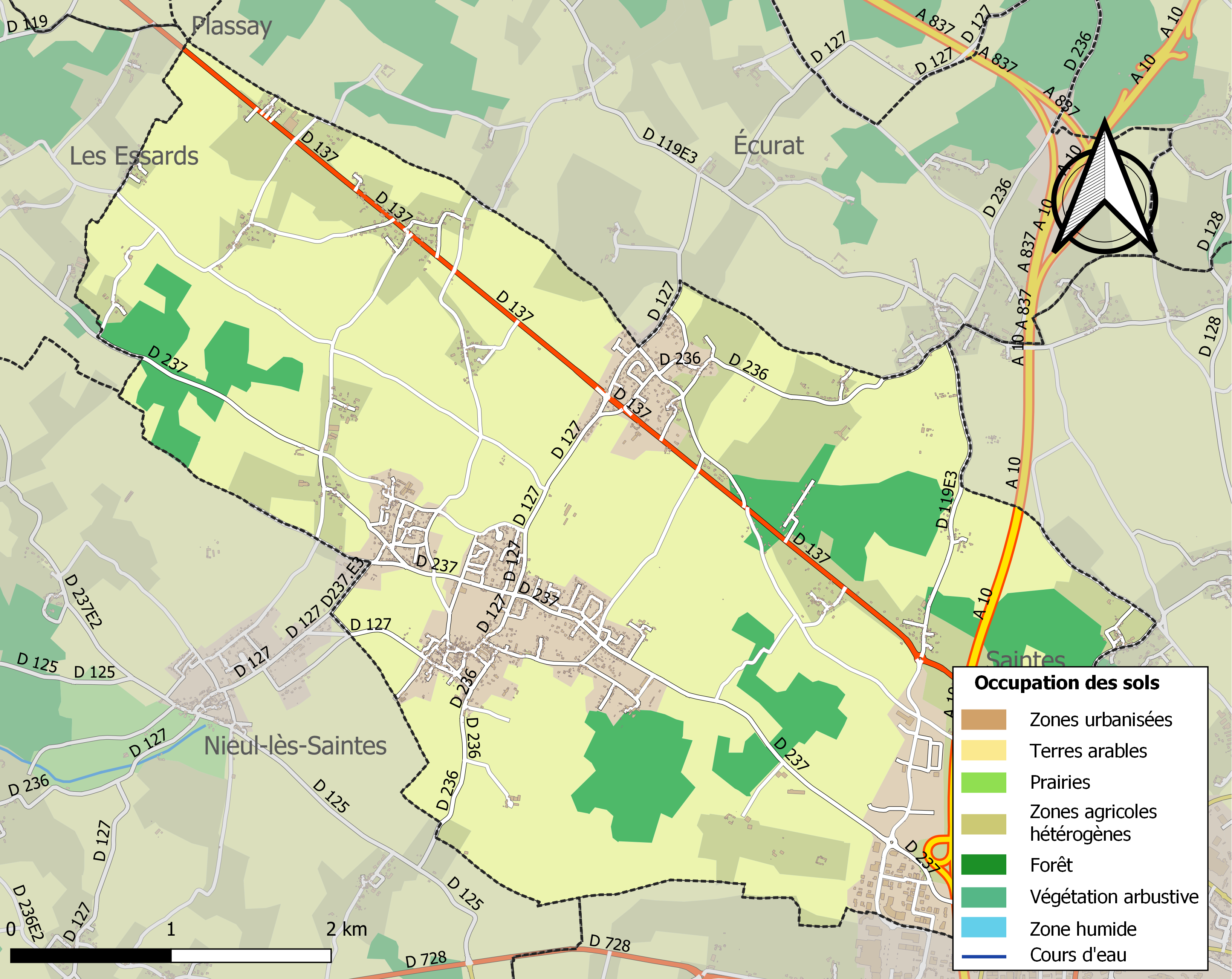
Bodennutzung, Hydrografie und Infrastruktur der Gemeinde (2018)

Saint-Georges-des-Coteaux liegt in der ehemaligen Provinz Saintonge, etwa 6,5 Kilometer nordwestlich von Saintes. Knapp drei Viertel der Fläche der Gemeinde werden landwirtschaftlich genutzt, etwa 12 % sind bewaldet.
Umgeben wird Saint-Georges-des-Coteaux von den Nachbargemeinden Écurat im Norden und Nordosten, Saintes im Osten und Südosten, Nieul-lès-Saintes im Süden und Westen sowie Les Essards im Nordwesten.

## Bevölkerungsentwicklung
| Saint-Georges-des-Coteaux: Einwohnerzahlen von 1793 bis 2020                                                               | Saint-Georges-des-Coteaux: Einwohnerzahlen von 1793 bis 2020 | Saint-Georges-des-Coteaux: Einwohnerzahlen von 1793 bis 2020 | Saint-Georges-des-Coteaux: Einwohnerzahlen von 1793 bis 2020 | Saint-Georges-des-Coteaux: Einwohnerzahlen von 1793 bis 2020 |
| --- | ------------------------------------------------------------ | ------------------------------------------------------------ | ------------------------------------------------------------ | ------------------------------------------------------------ |
| Jahr |                                                              |                                                              |                                                              | Einwohner                                                    |
| 1793 | 1793                                                         |                                                              | 1.110                                                        | 1.110                                                        |
| 1800 | 1800                                                         |                                                              | 1.123                                                        | 1.123                                                        |
| 1806 | 1806                                                         |                                                              | 1.013                                                        | 1.013                                                        |
| 1821 | 1821                                                         |                                                              | 995                                                          | 995                                                          |
| 1831 | 1831                                                         |                                                              | 1.284                                                        | 1.284                                                        |
| 1836 | 1836                                                         |                                                              | 1.311                                                        | 1.311                                                        |
| 1841 | 1841                                                         |                                                              | 1.290                                                        | 1.290                                                        |
| 1846 | 1846                                                         |                                                              | 1.281                                                        | 1.281                                                        |
| 1851 | 1851                                                         |                                                              | 1.315                                                        | 1.315                                                        |
| 1856 | 1856                                                         |                                                              | 1.225                                                        | 1.225                                                        |
| 1861 | 1861                                                         |                                                              | 1.261                                                        | 1.261                                                        |
| 1866 | 1866                                                         |                                                              | 1.235                                                        | 1.235                                                        |
| 1872 | 1872                                                         |                                                              | 1.145                                                        | 1.145                                                        |
| 1876 | 1876                                                         |                                                              | 1.198                                                        | 1.198                                                        |
| 1881 | 1881                                                         |                                                              | 1.109                                                        | 1.109                                                        |
| 1886 | 1886                                                         |                                                              | 1.073                                                        | 1.073                                                        |
| 1891 | 1891                                                         |                                                              | 1.024                                                        | 1.024                                                        |
| 1896 | 1896                                                         |                                                              | 970                                                          | 970                                                          |
| 1901 | 1901                                                         |                                                              | 951                                                          | 951                                                          |
| 1906 | 1906                                                         |                                                              | 929                                                          | 929                                                          |
| 1911 | 1911                                                         |                                                              | 934                                                          | 934                                                          |
| 1921 | 1921                                                         |                                                              | 939                                                          | 939                                                          |
| 1926 | 1926                                                         |                                                              | 888                                                          | 888                                                          |
| 1931 | 1931                                                         |                                                              | 870                                                          | 870                                                          |
| 1936 | 1936                                                         |                                                              | 769                                                          | 769                                                          |
| 1946 | 1946                                                         |                                                              | 854                                                          | 854                                                          |
| 1954 | 1954                                                         |                                                              | 888                                                          | 888                                                          |
| 1962 | 1962                                                         |                                                              | 851                                                          | 851                                                          |
| 1968 | 1968                                                         |                                                              | 880                                                          | 880                                                          |
| 1975 | 1975                                                         |                                                              | 1.275                                                        | 1.275                                                        |
| 1982 | 1982                                                         |                                                              | 1.780                                                        | 1.780                                                        |
| 1990 | 1990                                                         |                                                              | 1.912                                                        | 1.912                                                        |
| 1999 | 1999                                                         |                                                              | 2.028                                                        | 2.028                                                        |
| 2006 | 2006                                                         |                                                              | 2.430                                                        | 2.430                                                        |
| 2013 | 2013                                                         |                                                              | 2.636                                                        | 2.636                                                        |
| 2020 | 2020                                                         |                                                              | 2.779                                                        | 2.779                                                        |
| Quelle(n): EHESS/Cassini bis 1999, INSEE ab 2006 Anmerkung(en): Ab 1962 offizielle Zahlen ohne Einwohner mit Zweitwohnsitz |                                                              |                                                              |                                                              |                                                              |

## Sehenswürdigkeiten
- Kirche Saint-Georges, romanischer Kirchbau aus dem 12. Jahrhundert, mit An- und Umbauten aus dem 13. und 15. Jahrhundert, seit 1909 als Monument historique klassifiziert
- Schloss Romefort, im 15. Jahrhundert erbaut, Umbauten im 17. und im 18. Jahrhundert, Wohngebäude seit 1995 als Monument historique eingeschrieben, Kapelle aus dem 15. Jahrhundert seit 2002 klassifiziert

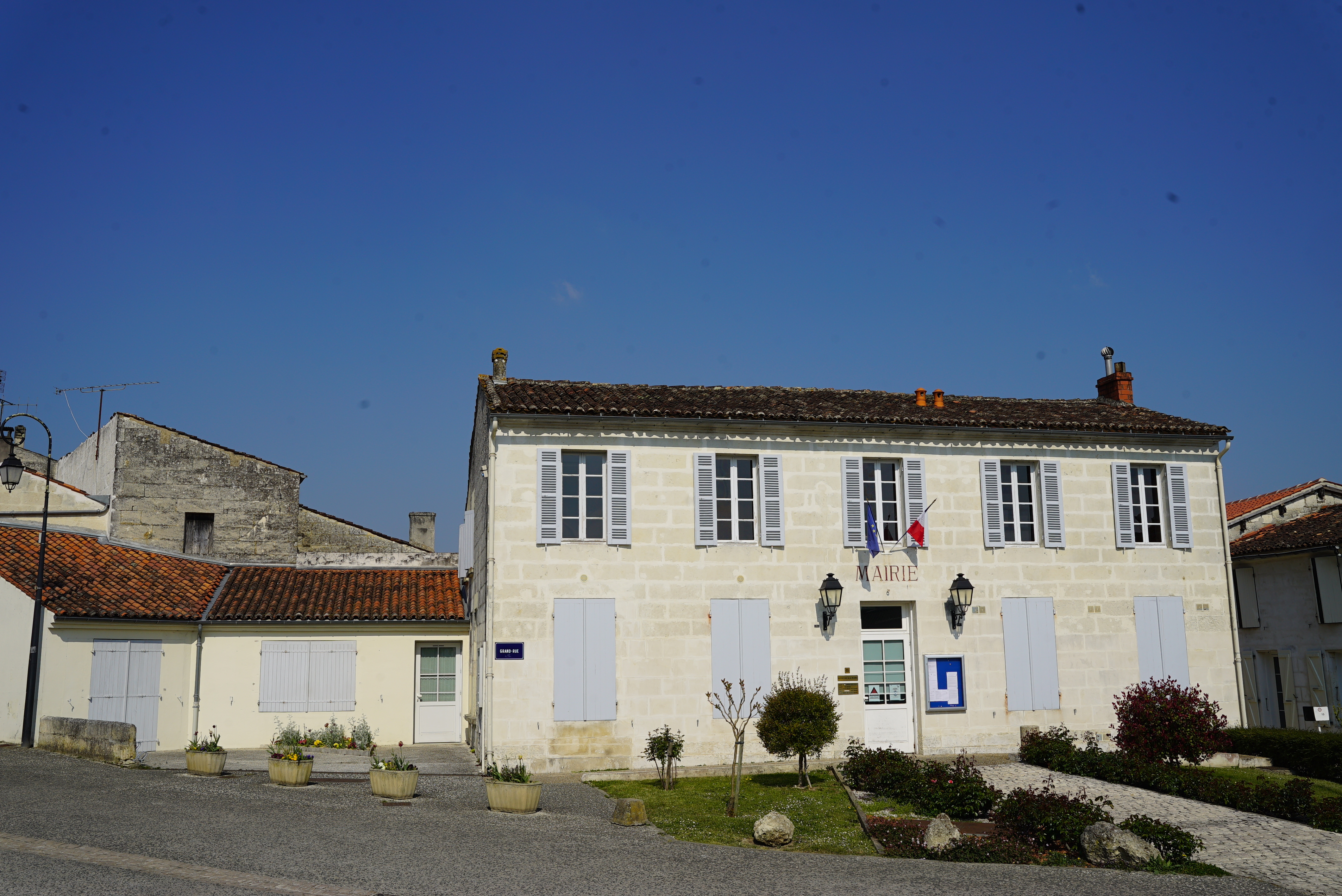
Mairie (Bürgermeisteramt)
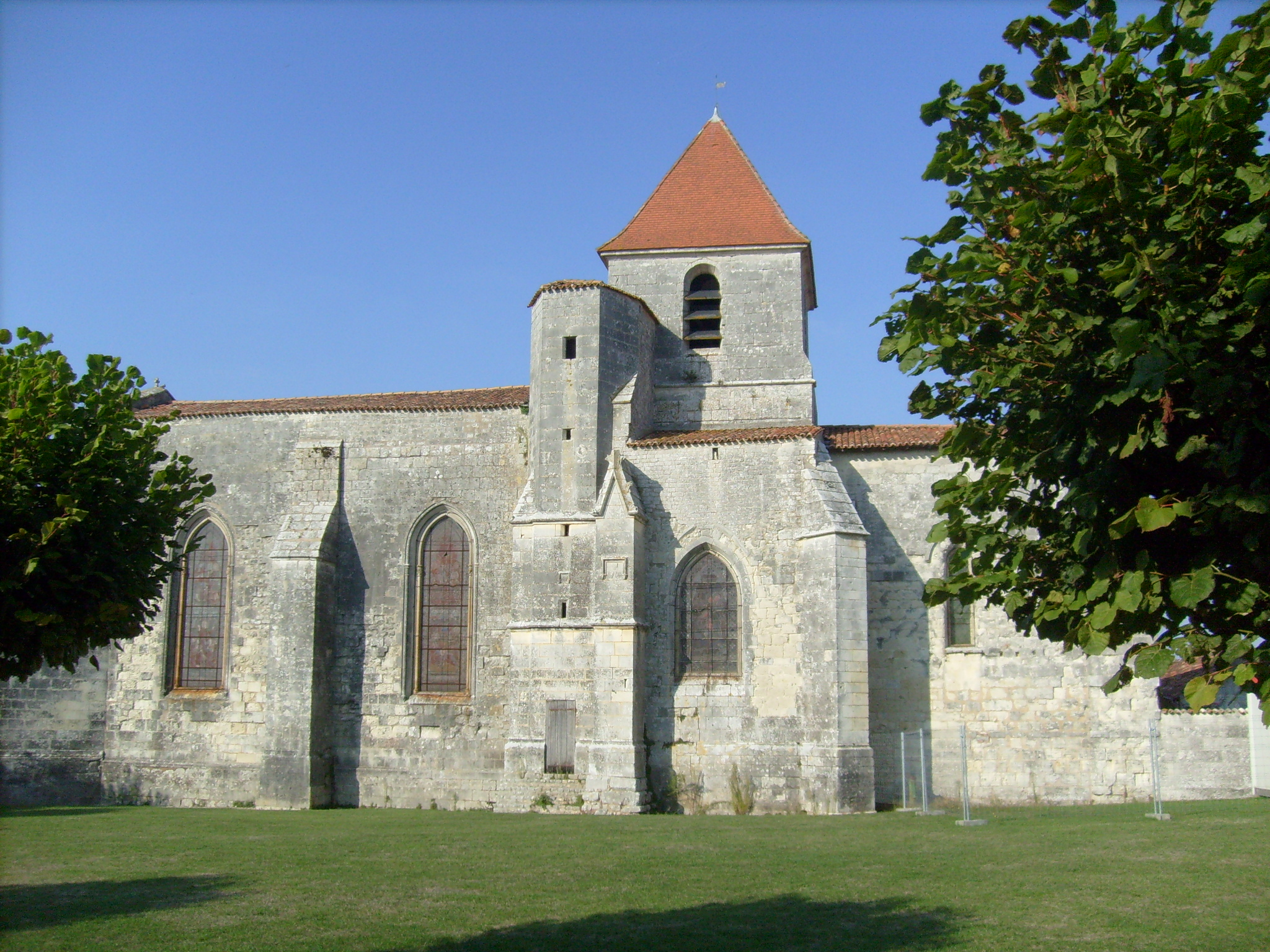
Kirche Saint-Georges
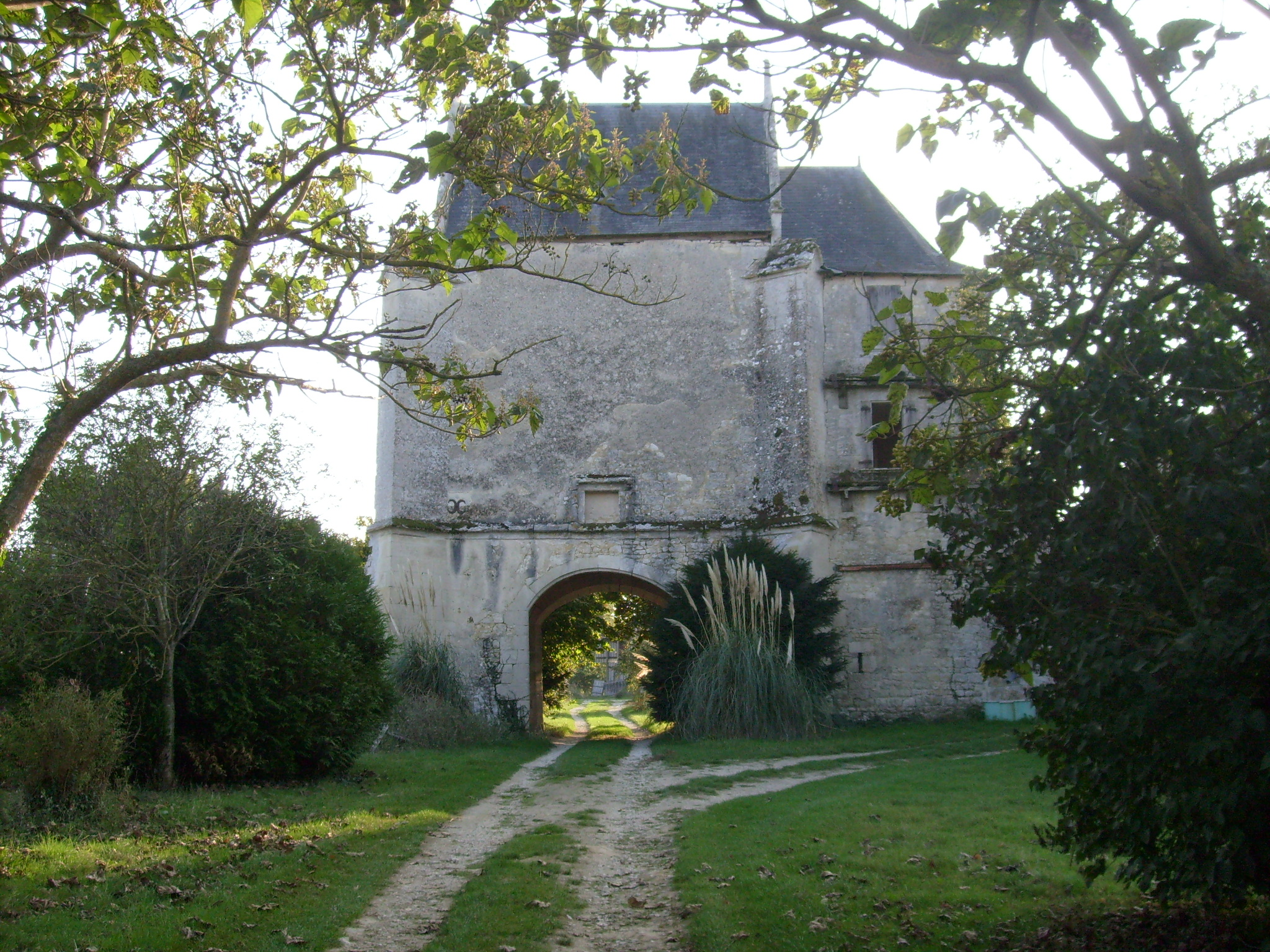
Schloss Romefort

## Verkehr
Am Ostrand der Gemeinde verläuft die Autoroute A10  „L’Aquitaine“ von Paris nach Bordeaux mit einer Anschlussstelle (35).
Die Departementsstraße 137, die ehemalige Route nationale 137, durchquert das Gemeindegebiet und verbindet es mit Rochefort im Nordwesten und mit Saintes im Südosten.
Busse einer Linie der regionalen Transportgesellschaft bedienen zwei Haltestellen in Saint-Georges-des-Coteaux und verbinden die Gemeinde mit Saintes und Rochefort.

## Persönlichkeiten
- Franck Apprederis (* 1940), französischer Drehbuchautor und Filmregisseur, geboren in Saint-Georges-des-Coteaux